# Viola jaubertiana
Viola jaubertiana är en violväxtart som beskrevs av Marès och Vigineix. Viola jaubertiana ingår i släktet violer, och familjen violväxter. Inga underarter finns listade i Catalogue of Life.